# Hesler Phillips
Hessler Philips (San Lorenzo (Honduras), 18 de novembro de 1978) é um ex-futebolista hondurenho que atuava como defensor.

## Carreira
Hessler Philips integrou a Seleção Hondurenha de Futebol na Copa América de 2001.

## Títulos
Seleção Hondurenha
- Copa América de 2001: 3º Lugar